# Xanthocryptus flavomaculatus
Xanthocryptus flavomaculatus är en stekelart som först beskrevs av Cameron 1911.  Xanthocryptus flavomaculatus ingår i släktet Xanthocryptus och familjen brokparasitsteklar.